# ميخائيل كولينز (سياسي)
ميخائيل كولينز (بالإنجليزية: Michael Collins)‏ هو سياسي أيرلندي، ولد في 15 يوليو 1958 في كورك في جمهورية أيرلندا. حزبياً، نشط في مستقل. في 2016 Irish general election ‏، انتخب نائب دييل عن دائرة Cork South-West (Dáil constituency) ‏ وقد انضم خلال فترته النيابية ‏ (10 مارس 2016 – )  للكتلة البرلمانية مستقل.